# Ковтун Ольга Сергіївна
Ковтун Ольга Сергіївна (нар. 7 лютого 1983, Житомир) — українська художниця, член Національної спілки художників України, Заслужений художник України.

## Із життєпису
У 2008 році закінчила навчання у Національній академії образотворчого мистецтва та архітектури. З 2010 року — член Спілки художників України. У 2020 році удостоєна звання «Заслужений художник України».
Учасниця всеукраїнських та міжнародних художніх виставок. Створює живописні полотна, твори сакрального мистецтва, ікони. Окремі роботи зберігаються в галереї «ICONART» у Львові.